# 노던 컴포트
《노던 컴포트》(영어: Northern Comfort)는 2010년 공개된 미국의 즉흥 영화이다. 로드 웨버와 그레타 거윅이 출연한다. 2010년 5월 28일부터 6월 2일까지 릴 페스트에서 상영 되었다.